# كينغزلي (تشيشير)
كينغزلي (بالإنجليزية: Kingsley, Cheshire)‏ هي قرية و أبرشية مدنية تقع في المملكة المتحدة في إنجلترا.  يقدر عدد سكانها بـ 2,026 نسمة .